# Dansk Folkeparti (1941-1943)
Denne side handler om partiet som eksisterede 1941-1943. For det nuværende parti, se Dansk Folkeparti.
 For alternative betydninger, se Dansk Folkeparti (flertydig). (Se også artikler, som begynder med Dansk Folkeparti)
Dansk Folkeparti var et dansk politisk parti, der eksisterede under 2. verdenskrig. Det blev grundlagt 1. marts 1941 af udbrydere fra Det Konservative Folkeparti, Danmarks Retsforbund, Socialdemokratiet samt et medlem af Folketinget for Danmarks Nationalsocialistiske Arbejderparti. Partiet gik ind for en korporativ stat og var antikommunistisk.
Partiet var i en kortere periode repræsenteret i Folketinget ved smedemester Theodor M. Andersen (tidligere DNSAP) og kontorchef Svend E. Johansen (tidligere Retsforbundet).
Den første leder af partiet var Victor Pürschel, tidligere folketingsmedlem for de Konservative, som han også havde været næstformand for. Nazisten Wilfred Petersen, der var tidligere leder af Dansk Socialistisk Parti, blev kort efter organisatorisk leder af Dansk Folkeparti og trak det i retning af nazisme og antisemitisme. Det fik Victor Pürschel og hovedparten af de andre ledende medlemmer til at forlade Dansk Folkeparti i løbet af 1941. Det tidligere folketingsmedlem for Danmarks Nationalsocialistiske Arbejderparti var den sidste til at forlade partiet i marts 1943, bortset fra Wilfred Petersens proselytter, der blev. Partiet var nu ikke længere opstillingsberettiget til folketingetsvalget i april 1943 og besluttede i stedet at føre kampagne for at boykotte valget. Derefter gik partiet i opløsning. Efter krigen blev flere af grundlæggerne dømt i retsopgøret.
Dansk Folkeparti opfattede sig selv som et nationalt dansk nazistparti i modsætning til Frits Clausens DNSAP, hvis tyskorienterede linje de anså for landsforræderisk. Konflikten mellem de to nazistiske partier var derfor præget af åbent fjendskab.

## Navnesammenfald
Da det nuværende Dansk Folkeparti blev grundlagt i 1995, påpegede flere medier, at partiets navn var blevet brugt af et nazistisk parti under krigen. Ifølge Dansk Folkeparti er der tale om et tilfældigt navnesammenfald, da man ikke kendte til det gamle parti fra 1941-43. [kilde mangler]